# Pelopidzi

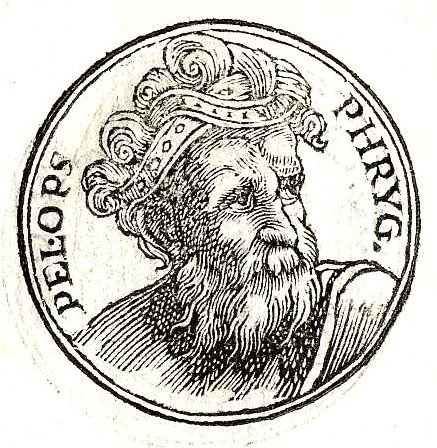
Pelops, protoplasta rodu

Pelopidzi (gr. Πελοπίδαι Pelopídai, Πελοπίδης Pelopídēs,  łac. Pelopides, Pelopidae) – potomkowie Pelopsa (syna Tantala) w mitologii greckiej.  
Ród ten został obłożony klątwą przez zamordowanego Myrtilosa lub przez jego ojca Hermesa w ramach zemsty za śmierć syna z rąk Pelopsa.